# Kerobokan
Kerobokan ist ein Kelurahan (städtische Verwaltungseinheit im Range eines Dorfes) an der südwestlichen Küste der indonesischen Insel Bali. Der Kelurahan Kerobokan gehört zum Kecamatan (Distrikt) Kuta Utara, der wiederum im Kabupaten (Regierungsbezirk) Badung liegt. 2020 lebten hier circa 10.000 Menschen.

## Lage
Keborokan liegt circa 10 Kilometer westlich der Hauptstadt Denpasar und nördlich der „verwestlichten“ Tourismusorten Seminyak, Legian und Kuta. Im Distrikt Kuta Utara grenzt es an die Verwaltungseinheiten (Desa und Kelurahan) Kerobokan Kaja, Kerobokan Kelod und Tibubeneng. 

## Sonstiges
Kerobokan ist vor allem durch das überbelegte Kerobokan-Gefängnis, in dem auch zahlreiche Ausländer sitzen, und die vielen Reisfeldplantagen bekannt.